# 小坚轴草
小坚轴草（学名：Tenacistachya minor），为禾本科坚轴草属下的一个种。其种加词“minor”意为“较小的”。